# Robert Schirle

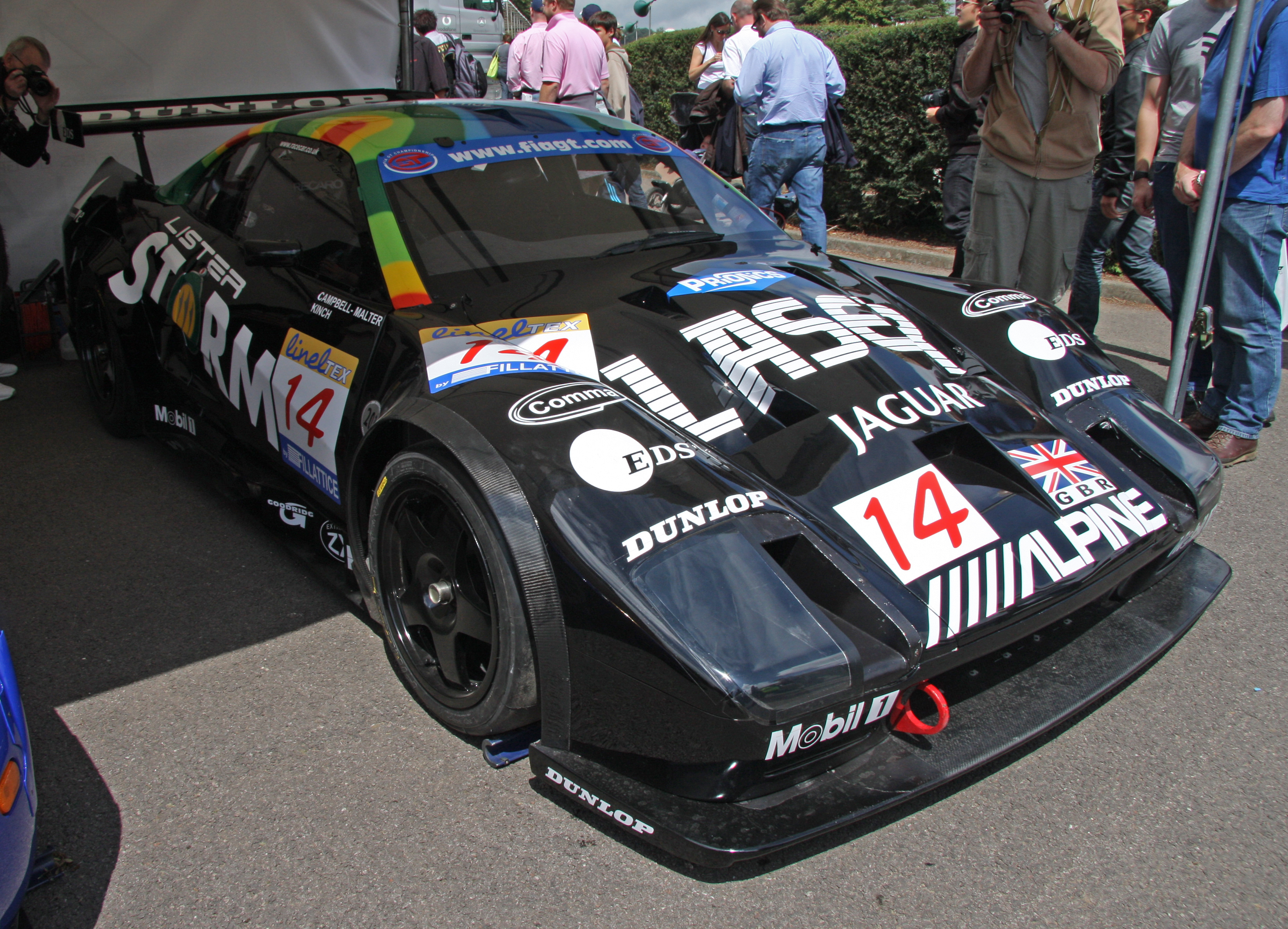
Der Lister Storm GT mit dem Robert Schirle 2003 beim 24-Stunden-Rennen von Spa-Francorchamps am Start war

Robert Paul „Rob“ Schirle (* 31. März 1967 in Nuneaton) ist ein britischer Motorsportmanager, Rennstallbesitzer und ehemaliger Autorennfahrer.

## Karriere als Rennfahrer
Die internationale Fahrerkarriere von Robert Schirle begann 1995 in der BPR Global GT Series. Er fuhr 1995 für das Team Ascari und wechselte für die Rennsaison 1996 zu Marcos Cars. Mit dem Marcos LM600 bestritt er neben den Einsätzen in der BPR Series auch Rennen zur britischen GT-Meisterschaft. 1997 ging er bei GT-Rennen- und Sportwagenrennen für das Rennteam von Steve Saleen an den Start. Er gab sein Debüt bei den US-amerikanischen Langstreckenrennen in Daytona und Sebring und fuhr den Saleen Mustang auch beim 24-Stunden-Rennen von Le Mans. Während er in Daytona und Le Mans ausfiel, platzierte er sich in Sebring an der 20. Stelle der Gesamtwertung.
Die größten Erfolge feierte Schirle bei nationalen GT-Veranstaltungen. Nach seinem Sieg beim zweiten Wertungslauf des 2-Stunden-Rennens von Jerez 1999 gewann er 2000 das 1-Stunden-Rennen von Thruxton und das 1-Stunden-Rennen von Donington. Beide Gesamtsiege in der britischen Meisterschaft gelangen ihm auf einem Lister Storm GT. Sein Teampartner war sein Landsmann David Warnock. Als Fahrer war Schirle bis 2004 aktiv. Seinen letzten Einsatz hatte er beim 24-Stunden-Rennen von Spa-Francorchamps 2004.

## Rennstallbesitzer und Teammanager
1997 gründete Robert Schirle Cirtek Motorsport, ein GT-Team, das bis zum Ablauf der Saison 2006 in der FIA-GT-Meisterschaft sowie der European- und American Le Mans Series aktiv war. Nach der Auflösung des Teams arbeitete Schirle als Teammanager bei Strakka Racing und als Geschäftsführer bei Protec Fuel System, einem Unternehmen das Kraftstoffpumpen für den Motorsport herstellt.

## Statistik

### Le-Mans-Ergebnisse
| Jahr | Team                  | Fahrzeug           | Teamkollege   | Teamkollege | Platzierung | Ausfallgrund |
| ---- | --------------------- | ------------------ | ------------- | ----------- | ----------- | ------------ |
| 1997 | Saleen-Allen Speedlab | Saleen Mustang RRR | David Warnock | Allen Lloyd | Ausfall     | Elektrik     |
| 1998 | Roock Racing          | Porsche 911 GT2    | David Warnock | André Ahrlé | Rang 22     |              |

### Sebring-Ergebnisse
| Jahr | Team                  | Fahrzeug            | Teamkollege   | Teamkollege  | Platzierung | Ausfallgrund |
| ---- | --------------------- | ------------------- | ------------- | ------------ | ----------- | ------------ |
| 1997 | Saleen Allen Speedlab | Ford Saleen Mustang | David Warnock | Steve Saleen | Rang 19     |              |